# Тохокай
Тохокай (яп. 東方会, «Суспільство Сходу») Японська ультраправа політична партія. Політична партія «Тохокай» активно діяла в Японській імперії протягом 1930-х і початку 1940-х років. Свої джерела ця партія бере з іншої японської ультраправої політичної організації «Кокумін Домей», яка була організована японським правим політиком Адачі Кензо в 1933 році. В 1936 році японський політик Сейго Накано не погодився з Адачі Кензо в певних політичних питаннях і сформував окрему групу, яку він назвав «Тохокай».

## Ідеологія та розвиток

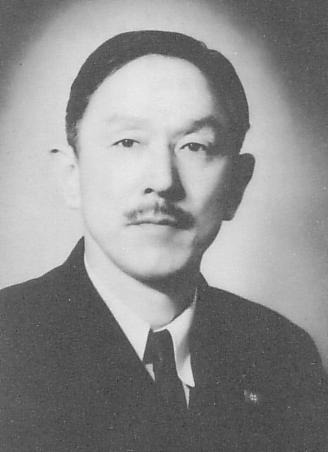
Сейго Накано

Сейго Накано був натхненний працями відомого японського філософа та ультранаціоналіста Кіта Іккі, тому він виступав за проведення національних реформ через парламент Японської імперії, а не через перемогу військового перевороту в Японській імперії. Сейго Накано наводив як приклад прихід до влади націонал-соціалізму Адольфа Гітлера та фашистського руху Беніто Муссоліні як ті радикальні праві політичні рухи, які виступають за корпоративізм, та можуть успішно захопити владу в парламентській демократії. Політична партія «Тохокай» використовував багато атрибутів європейських правих рухів, які він наслідував, включно з носінням чорних сорочок із пов'язками на рукавах (з японським символом «Схід») та проведенням масових мітингів.
Програма політичної партії «Тохокай» не була повною копією західних моделей правих політичних рухів, одначе оскільки ця група також керувалася глибоким захопленням (ідеалізацією) японського самурая Сайґо Такаморі та південно-західної війни, вона була сильно прихильною до монархізму за своєю суттю. «Тохокай» також виступав за економічну політику, яку називав «соціальним націоналізмом», на цю політику фактично вплинули ідеї Британського фабіанського товариства, а не ідеологія фашизму. Також політична партія «Тохокай» була сильно імперіалістичною так Сейго Накано припускав, що Японська імперія повинна «прокласти шлях через Сінгапур до Перської затоки, щоб напряму зв'язатися з Німеччиною». Політична партія «Тохокай» отримала певну підтримку населення Японської імперії, і на піку свого розвитку, вона займала одинадцять місць у Сеймі (парламенті) Японської імперії в 1937 році.
У 1939 році політична партія «Тохокай» фактично вступила в переговори про злиття з іншою японською політичною партією «Шакай Тайшуто», яка була помірною лівою партією, яку залучали ліві елементи економічної політики «Тохокай». Проте зрештою переговори між ними зірвалися як через те, що Сейго Накано наполягав на тому, щоб він очолити будь-яку об'єднану партію, так і через те, що багато членів «Шакай Тайшуто» вважали «Тохокай» фашистською партією. Пізніше стверджувалося, що «Тохокай» можна порівняти з лівим крилом нацистської партії, прообразом якого був Ернст Рем та інші, які значною мірою були усунені в Німеччині під час Ночі довгих ножів.

## Злиття і занепад
У жовтні 1940 року політична партія «Тохокай» об'єдналися в «Асоціація допомоги трону» в рамках зусиль японського політика Фумімаро Коное створити в Японській імперії однопартійну державу. «Тохокай» відкололася в 1941 році, оскільки вважала, що пан Фумімаро Коное не створив тоталітарну державну партію європейського зразка, яку вони в «Тохокай» бажали хоча їхня антибританська та антиамериканська пропаганда означала, що уряд Японської імперії мало зробив для обмеження їх діяльності, як це було з іншими партіями. У результаті політичній партії «Тохокай» дозволили виставити 46 кандидатів на загальних виборах 1942 року в Японській імперії. І сім членів партії були переобрані, і Сейго Накано продовжував критикувати уряд Японської імперії, дорікаючи пану Фумімаро Коное та одному з найвпливовіших посадовців тогочасної Японської імперії Хідекі Тодзьо за те, що вони не наслідували шлях фюрера Німеччини Адольфа Гітлера.
У жовтні 1943 року Сейго Накано був заарештований разом з 39 іншими членами партії «Тохокай» за звинуваченням у змові з метою повалення політичного режиму Японської імперії на чолі якого стояв Хідекі Тодзьо, після цього Сейго Накано покінчив життя самогубством за загадкових обставин наступної ночі після звільнення під заставу. Як і багато інших схожих рухів, заснованих на одному харизматичному лідері, «Тохокай» в основному розпався після смерті Сейго Накано та був офіційно розпущений 23 березня 1944 року. В майбутньому «Тохокай» був офіційно заборонений у 1945 році американською окупаційною владою яка взяла під контроль переможену у війні Японську імперію.

## Спадщина
Після поразки Японською імперії у другій світовій війні Японія була окупована переможцями, а політична партія «Тохокай» була відроджена колишніми її членами, і тепер ця партія незначна японська ультранаціоналістична група зі штаб-квартирою в Куруме, префектура Фукуока. Націонал-соціалістична японська робітнича партія благоденства також стверджує, що є спадкоємицею «Тохокай» і іноді використовує її партійну символіку.

## Результати виборів
| Рік виборів | Голоси    | Голоси   | Місць    | Зміна |
| Рік виборів | Кількість | Відсоток | Місць    | Зміна |
| ----------- | --------- | -------- | -------- | ----- |
| 1937 рік    | 221 455   | 2,17 %   | 11 / 466 | ▬     |